# PlayStation Productions
A PlayStation Productions é um estúdio de produção fundado em 2019 sob propriedade da Sony Interactive Entertainment.

## Lista de produções

### Filmes
- Uncharted (2021)[2]
- Gran Turismo: Based on a True Story (2023)

### Séries de televisão
- Série de Twisted Metal sem título[3]
- The Last of Us[4]